# Inkubationstid
Inkubationstiden betegner den periode, der går, fra man er smittet med en sygdomsfremkaldende organisme til man viser symptomer på sygdommen. Det kan gå ganske hurtigt (få minutter) eller meget langsomt (30 år for Creutzfeldt-Jakob). Inkubationstiden varierer meget fra person til person, og derfor angiver man den helst som middeltallet og den 10. og 90. percentil.
Den sorte død anses i dag for at have været en bakterieinfektion forårsaget af bacillen Yersinia pestis, og man blev hurtigt klar over, at perioden fra smitte til død lå på ca. 37 dage. Den præcise inkubationstid var derimod ukendt, så man fik først bugt med sygdommen, da man indførte streng karantæne i 40 dage. I nutiden kan inkubationstiden for denne sygdom beregnes sådan: Fra smitte til de første tegn på sygdommen gik der 10-12 dage (den egentlige inkubationstid). Dernæst var man smittefarlig i 21 dage, men først i de sidste 5 dage kunne andre se åbenlyse tegn på sygdommen.
Mange mennesker er skjulte smittebærere, fordi de er smittede, men ikke viser symptomer på sygdommen.

## Eksempler på inkubationstiden for forskellige sygdomme
Det må tages i betragtning, at i mange tilfælde er inkubationstiden længere hos voksne end hos børn.
| Sygdom                                         | Inkubationstid                   | Kilde                                                     |
| ---------------------------------------------- | -------------------------------- | --------------------------------------------------------- |
| Cellulitis, fremkaldt af Pasteurella multocida | mindre end 1 dag                 | (engelsk)                                                 |
| Kolera                                         | 1-3 dage                         | (engelsk)                                                 |
| Influenza                                      | 1-4 dage                         | (engelsk)                                                 |
| Forkølelse                                     | 2-5 dage                         | (engelsk) Arkiveret 26. maj 2011 hos Wayback Machine      |
| Covid-19                                       | 5-12 dage                        | (dansk)                                                   |
| SARS                                           | op til 10 dage                   | (engelsk)                                                 |
| Tredagesfeber                                  | 5-15 dage                        | [kilde mangler]                                           |
| Polio                                          | 7-14 dage                        | (engelsk) Arkiveret 22. maj 2007 hos Wayback Machine      |
| Kighoste                                       | 7-14 dage                        | [kilde mangler]                                           |
| Børnekopper                                    | 7-17 dage                        | (engelsk)                                                 |
| Stivkrampe                                     | 1-21 dage                        | (dansk)                                                   |
| Skoldkopper                                    | 14-16 dage                       | (engelsk) Arkiveret 26. maj 2011 hos Wayback Machine      |
| Lussingesyge                                   | 13-18 dage                       | (engelsk) Arkiveret 26. maj 2011 hos Wayback Machine      |
| Fåresyge                                       | 14-18 dage                       | (engelsk) Arkiveret 20. november 2007 hos Wayback Machine |
| Røde hunde                                     | 14-21 dage                       | (engelsk) Arkiveret 26. maj 2011 hos Wayback Machine      |
| Kyssesyge                                      | 28-42 dage                       | (engelsk)                                                 |
| Kuru (sygdom hos kannibaler)                   | middeltal mellem 10,3 og 13,2 år | (engelsk)                                                 |